# موسي غيي
موسي غيي (بالفرنسية: Moussa Gueye)‏ هو لاعب كرة قدم سنغالي في مركز الهجوم، ولد في 20 فبراير 1989 في داكار في السنغال. شارك مع منتخب السنغال تحت 20 سنة لكرة القدم ومنتخب السنغال تحت 23 سنة لكرة القدم. أما مع النوادي، فقد لعب مع نادي أكاديميكا كويمبرا ونادي بروكسل ونادي رويال شارلروا ونادي مونز ونادي ميتز.

## وصلات خارجية
- موسي غيي على موقع قاعدة بيانات كرة القدم.إي يو (الإنجليزية)
- موسي غيي على موقع Soccerway.com (الإنجليزية)
- موسي غيي على موقع AS.com (الإسبانية)